# Christiane Desroches Noblecourt

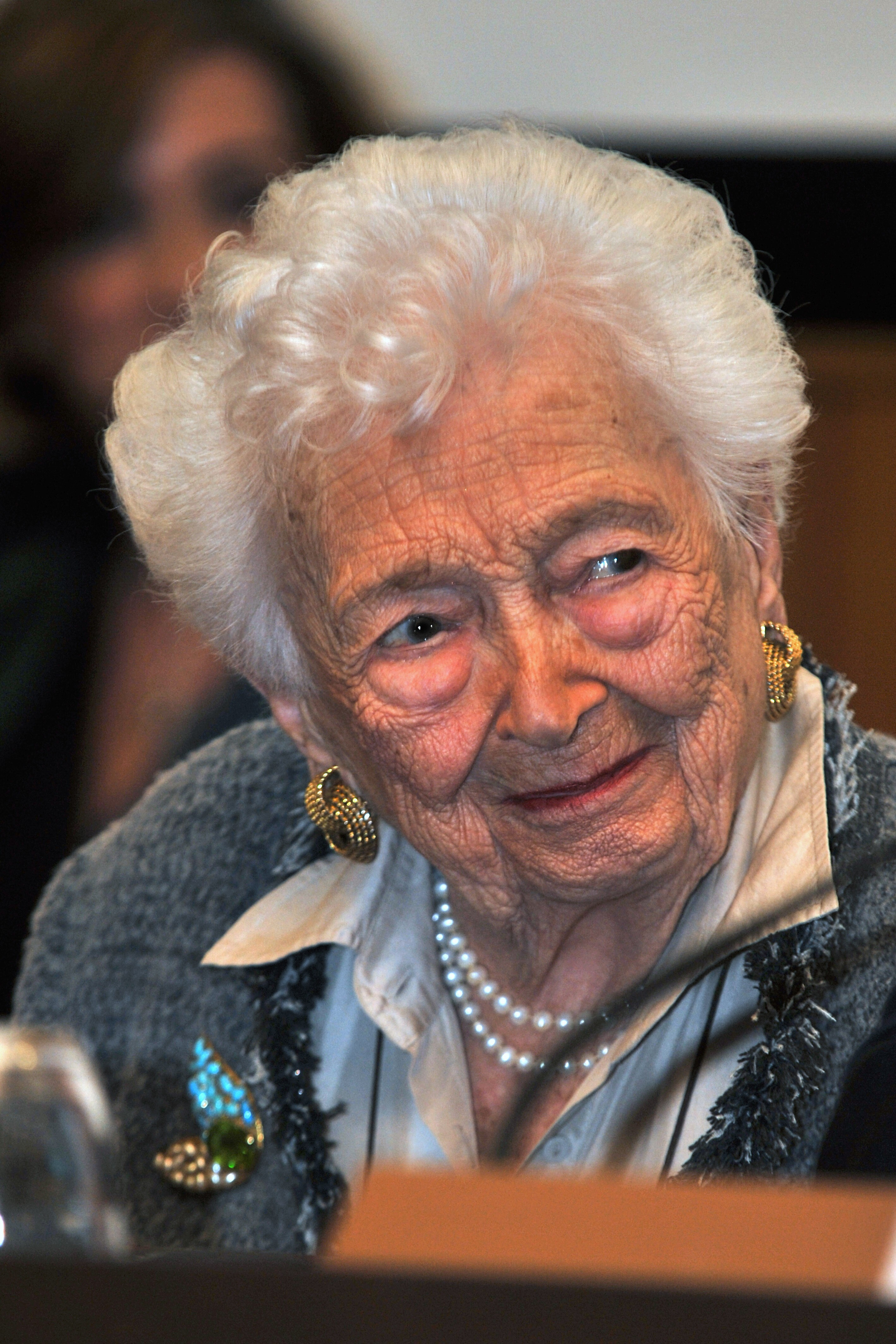
Christiane Desroches Noblecourt

Christiane Desroches Noblecourt (* 17. November 1913 in Paris; † 23. Juni 2011 in Sézanne, Marne) war eine französische Ägyptologin. Sie ist Autorin zahlreicher Bücher über ägyptische Kunst und Geschichte und ist auch bekannt für ihre Rolle in der Erhaltung der nubischen Tempel vor Überschwemmungen durch den Assuan-Staudamm.

## Leben
Noblecourt wurde als Christiane Desroches 1913 in Paris geboren. 1922 faszinierte sie Howard Carters Entdeckung des Grabes von Tutanchamun. Sie wurde von Pater Etienne Drioton gefördert und arbeitete bei der ägyptischen Antiquitäten-Abteilung im Louvre. Sie war als erste Frau Mitglied des Institut français d’archéologie orientale (IFAO) und leitete 1938 als erste Frau eine archäologische Grabung. Während des Zweiten Weltkriegs trat sie dem Widerstand bei und versteckte die ägyptischen Schätze des Louvre im freien Frankreich.

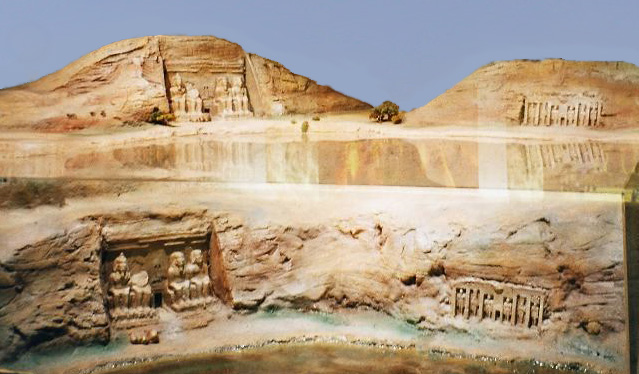
Dieses Modell zeigt die Tempel von Abu Simbel vor (unten) und nach (oben) ihrer Verlagerung. Die horizontale Linie in der Mitte des Bildes markiert den heutigen Wasserstand des Nassersees.

Der Bau des neuen Staudamms führte zu Noblecourts größter Errungenschaft: die Erhaltung der alten nubischen Tempel vor der Überschwemmung. Der Bau des ersten Damms war 1902 abgeschlossen, wurde jedoch 1912 und 1934 mit einer Kapazität von einer Milliarde Kubikmeter als unzureichend bezeichnet. Die Größe des Damms war nicht mehr in der Lage, den Bedürfnissen der stetig wachsenden ägyptischen Bevölkerung nachzukommen. So beschloss die Regierung Gamal Abdel Nassers 1954 den Bau eines neuen Staudamms mit einer Kapazität von 157 Milliarden Kubikmetern, der eine Länge von 500 km haben und bis in den Sudan reichen würde. Dabei wären die Denkmäler des antiken Nubiens überflutet worden und für immer verloren gewesen, wenn das Projekt wie geplant verlaufen wäre.
Sofort bat die UNESCO Noblecourt, damals Kuratorin der ägyptischen Altertümer im Louvre, um eine Bestandsaufnahme aller bedrohten historischen Stätten. Anschließend unternahm sie die gewaltige Aufgabe, Spender für die Finanzierung der Rettungsaktion zu finden. Am 8. März 1960 forderte Noblecourt zusammen mit Sarwat Okasha, dem ägyptischen Minister für Kultur, internationale Unterstützung. Es waren nicht nur mehr als vierzehn Tempel zu verschieben, sondern auch dringende Ausgrabungen an den Stätten zu finanzieren, die demnächst im Wasser liegen würden. Auf dem Höhepunkt des Kalten Krieges trugen fünfzig Länder Mittel bei, um die Denkmäler als Erbe der ganzen Menschheit zu erhalten. Letztlich dauerte die Rettungsaktion, einschließlich des Transports und Wiederaufbaus der Tempel, zwanzig Jahre.
Die Erhaltung der nubischen Denkmäler hatte unerwartete Folgen. Die erste war die Verbesserung der französisch-ägyptischen Beziehungen nach der Suezkrise von 1956. Diese wiederum führte zur Durchführung einer Tutanchamun-Ausstellung im Louvre im Jahr 1967, die eine Rekordzahl von Besuchern anzog, gefolgt von den Ausstellungen über Ramses II. 1976 und Amenophis III. 1993. Als Anerkennung der französischen Beiträge für die Erhaltung der nubischen Tempel spendete die Regierung von Anwar as-Sadat dem Louvre eine Büste von Amenophis IV. (Echnaton). 1975 erhielt Noblecourt die prestigeträchtige Goldmedaille des Centre national de la recherche scientifique (CNRS). Im Januar 2008 wurde sie mit dem Großkreuz der Ehrenlegion ausgezeichnet.

## Auszeichnungen
- 1992: Prix Saint-Simon

## Veröffentlichungen
- Beitrag in: Max Hirmer, Eberhard Otto: Ägyptische Kunst (2 Bände), als dtv-Taschenbuch nach der 4. überarbeiteten Auflage, Hirmer, München 1971, ISBN 3-423-04092-0 und ISBN 3-423-04093-9.
- Tut-Ench-Amun. Lizenzausgabe für die Büchergilde Gutenberg 1963.